# Symphonie no 1 de Chostakovitch
Pour les articles homonymes, voir Symphonie no 1.
La symphonie en fa mineur, opus 10, est la première des quinze symphonies de Dmitri Chostakovitch et a été écrite entre 1924 et 1925 et créée l'année suivante, alors que le compositeur n'a que 19 ans.

## Composition
Chostakovitch écrit cette symphonie pour son diplôme du Conservatoire de Leningrad entre octobre 1924 et fin juin 1925, à l'âge de 19 ans. Peu avant la création, Alexandre Glazounov lui conseille de retoucher quelques passages malsonnants à son goût ; Chostakovitch accepte mais rétablit la version originale juste avant le concert.
La symphonie est dédiée à un ami proche de Chostakovitch, Mikhaïl Kvadri. Celui-ci ayant été arrêté en 1929 pour « activité contre-révolutionnaire », la dédicace disparaît la même année.

## Création et réception
L'œuvre connaît un grand succès lors de sa première, le 12 mai 1926, par l'Orchestre philharmonique de Léningrad dirigé par Nicolaï Malko qui déclare « tourner une nouvelle page de l'histoire de la musique »,,. La symphonie est encore aujourd'hui considérée comme l'une des plus belles œuvres de Chostakovitch. La création en Europe occidentale eut lieu à Berlin le 6 février 1928 par Bruno Walter et la création américaine le 2 novembre de la même année sous la direction de Leopold Stokowski.

## Orchestration
La partition est écrite pour :
| Instrumentation de la Symphonie no 1 en fa mineur                              |
| Cordes                                                                         |
| premiers violons, seconds violons, altos, violoncelles, contrebasses           |
| Bois                                                                           |
| 2 flûtes, 1 piccolo 2 hautbois 2 clarinettes en si, 2 bassons                  |
| Cuivres                                                                        |
| 4 cors en fa, 2 trompettes en si, 1 trompette alto en fa 3 trombones; 1 tuba   |
| Clavier                                                                        |
| 1 piano                                                                        |
| Percussions                                                                    |
| 4 timbales, triangle, caisse claire, grosse caisse, cymbales, tam-tam, cloches |

## Analyse
La première symphonie est une pièce vivante et spirituelle. Elle rappelle certaines œuvres d'Igor Stravinsky (comme Petrouchka) ou de Serge Prokofiev. Certains de ses motifs proviennent même de compositions de son enfance. L'orchestration transparente à la manière d'un orchestre de chambre contraste avec les orchestrations plus sophistiquées à la manière de Gustav Mahler ou de quelques-unes des symphonies qui suivront. La symphonie est très unifiée, comportant plusieurs rappels mélodiques entre les mouvements.
Si le plan d'ensemble en quatre mouvements peut sembler académique, le modernisme de Chostakovitch pointe dans la progression harmonique brute et provocante ainsi que dans les principes de l'orchestration (solos des instruments à vent, percussions terrifiantes).

### Allegretto — Allegro non troppo
La symphonie entière semble émerger d'une source unique dans l'introduction du premier mouvement qui devient une sorte d'épigraphe contracté : à l'intense phrase de trompette en sourdine répondent les interventions plus rythmiques et perturbées du basson. Le ton est donné : ce mouvement alterne lignes mélodiques et progressions rythmiques. La clarinette ouvre un allegro non troppo, soutenue par un lit de cordes métronomiques, à la manière d'une marche. Ce thème passe d'un pupitre à l'autre, aux trompettes et aux cors, et s'éteint sur des pizzicati des cordes. Après un solo de flûte en forme de valse, s'ouvre le développement où les deux thèmes principaux  sont joués l'un contre l'autre; les bois entrent progressivement en scène et entraînent l'orchestre dans un tutti puissant. Les différents éléments thématiques sont ensuite rapidement repris pour finir sur le thème de l'introduction, à la clarinette. (cf. www.coge.org)

### Allegro
Ce mouvement moto perpetuo est un scherzo qui continue sur la lancée ironique en l'intensifiant considérablement; le piano, inclus dans l'orchestre comme instrument à percussion, s'en dégage par moments. Le trio, rythmé et vertical, est interrompu mélodieusement par un thème secondaire dans lequel on peut entendre la conciliation et la paix d'une berceuse d'esprit populaire. Dans la reprise, Chostakovitch relie des thèmes assez contrastés de manière contrapuntique. Trois forts accords plaqués par le piano annoncent la coda.

### Lento
Le mouvement lent révèle la richesse de la veine mélodique de Chostakovitch, en même temps que le fond de douleur et de tragédie qui marque déjà sa personnalité. Les contrastes y atteignent des extrêmes. Semblable à un répit de courte durée des "accrocs" énergétiques des deux premiers mouvements, le troisième mouvement aurait très bien pu tourner au lyrisme. Mais la chaude et sincère cantilène du thème principal (au hautbois, puis au violoncelle solo) rencontre ici la froideur cadavérique du thème secondaire, écrit dans le genre d'une marche funèbre.

### Allegro molto — Lento — Allegro molto
Dans le vaste Finale, le grotesque, le lyrisme exacerbé, la violence alternent. De saisissants coups de timbales non accompagnés interrompent le cours du finale et réintroduisent, en renversement, un motif de six notes mis en vedette dans le Lento. Ce même motif aura finalement le dernier mot de la symphonie, implacable. C'est là que Chostakovitch manifeste le mieux son envergure, sa science de l’orchestration et la densité de son univers sonore. À côté de la fraîcheur juvénile des deux premiers mouvements, celui-ci fait apparaître un progrès considérable dans la maturité.

## Discographie sélective
| Direction              | Orchestre                           | Année | Label                  | Note |
| ---------------------- | ----------------------------------- | ----- | ---------------------- | ---- |
| Arturo Toscanini       | Orchestre symphonique de la NBC     | 1944  | Urania                 | mono |
| Arturo Toscanini       | Orchestre symphonique de la NBC     | 1951  | RCA Red Seal Records   | mono |
| Eugene Ormandy         | Orchestre de Philadelphie           | 1959  | Sony Classical Records |      |
| Karel Ancerl           | Orchestre philharmonique tchèque    | 1964  | Supraphon              |      |
| Rudolf Kempe           | Orchestre symphonique de la BBC     | 1965  | BBC                    | mono |
| Kirill Kondrachine     | Orchestre philharmonique de Moscou  | 1972  | Melodiya               |      |
| Bernard Haitink        | Orchestre philharmonique de Londres | 1980  | Decca                  |      |
| Kurt Sanderling        | Berliner Sinfonie-Orchester         | 1983  | Berlin Classics        |      |
| Neeme Jarvi            | Orchestre national royal d'Écosse   | 1984  | Chandos Records        |      |
| Vladimir Ashkenazy     | Orchestre philharmonique royal      | 1988  | Decca Records          |      |
| Leonard Bernstein      | Orchestre symphonique de Chicago    | 1988  | Deutsche Grammophon    |      |
| Mstislav Rostropovitch | National Symphony Orchestra         | 1993  | Teldec                 |      |
| Mariss Jansons         | Orchestre philharmonique de Berlin  | 1994  | EMI Classics           |      |
| Kurt Masur             | Orchestre philharmonique de Londres | 2004  | LPO                    |      |
| Simon Rattle           | Orchestre philharmonique de Berlin  | 2005  | EMI Classics           |      |
| Andris Nelsons         | Orchestre symphonique de Boston     | 2021  | Deutsche Grammophon    |      |